# Rana onca
Rana onca (tên tiếng Anh: Relict Leopard Frog) là một loài ếch trong họ Ranidae. Chúng là loài đặc hữu của Hoa Kỳ.
Môi trường sống tự nhiên của chúng là suối nước ngọt. Loài này đang bị đe dọa do mất môi trường sống.